# Level playing field
Het gelijke speelveld-principe (Engels: level playing field) is een rechtvaardigheidsprincipe, waarbij niet noodzakelijk is dat elke speler evenveel kansen heeft om te slagen, maar wel dat alle spelers het spel spelen volgens dezelfde regels.
Een metaforisch speelveld (playing field) is vlak (level) als geen externe factoren invloed hebben op de mogelijkheid voor de spelers om het spel te spelen in complete eerlijkheid.
Handicap, zoals in sport, kan worden gezien als het tegenovergestelde concept, hierbij zijn er ongelijke regels om beide spelers gelijke kansen te geven.